# Iglesia de Nuestra Señora de la Asunción (París)
La iglesia de Nuestra Señora de la Asunción (en francés: église Notre-Dame-de-l'Assomption) es un lugar de culto católico situado en la Place Maurice-Barrès, en la esquina de la Rue Saint-Honoré y la Rue Cambon, en el Distrito I de París (Francia). Construida entre 1670 y 1676, fue desconsagrada durante la Revolución y reabrió al culto en 1802. Monseñor Affre se la concedió a la misión polaca en 1844.

## Historia
En el siglo xvii, una casa situada en la Rue Saint-Honoré que pertenecía a los  jesuitas fue donada a las Damas de la Asunción, anteriormente establecidas en la Rue des Haudriettes, que la transformaron en un convento y emprendieron nuevas construcciones, como la capilla, para la cual contrataron al arquitecto Charles Errard. Este último residía entonces en Roma y, apasionado por el italianismo, su proyecto se inspiraba en la Antigüedad y en el Renacimiento, con una nota personal al mismo tiempo. Sus obligaciones en Roma le impidieron que supervisara la ejecución del edificio, tarea que sería encomendada al constructor Chéret. Sin embargo, tras las críticas que provocó su construcción, Charles Errard acusaría a este último de haber modificado su proyecto.
Fue en este convento de las Damas de la Asunción, situado en el n.º 263 de la Rue Saint-Honoré, donde se retiraron algunas damas de la corte durante el Antiguo Régimen. Durante la Revolución francesa, en 1793, fue transformado en un cuartel.
El 22 de mayo de 1834 se celebró en esta iglesia el funeral del marqués de La Fayette ante la presencia de la Guardia Nacional, de miembros del Parlamento y del duque de Orleans. El 22 de mayo de 1838 fue el lugar de sepultura provisional (durante tres meses) de Talleyrand, mientras se terminaba su sepultura en Valençay. El funeral de Stendhal también tuvo lugar en esta iglesia, en marzo de 1842.
En 1844, monseñor Denys Affre, entonces arzobispo de París, confió la iglesia de Nuestra Señora de la Asunción a la misión polaca en París. Los padres resurreccionistas estuvieron encargados de la capellanía polaca hasta 1903.
La iglesia fue catalogada como monumento histórico de Francia en 1907.

## Arquitectura

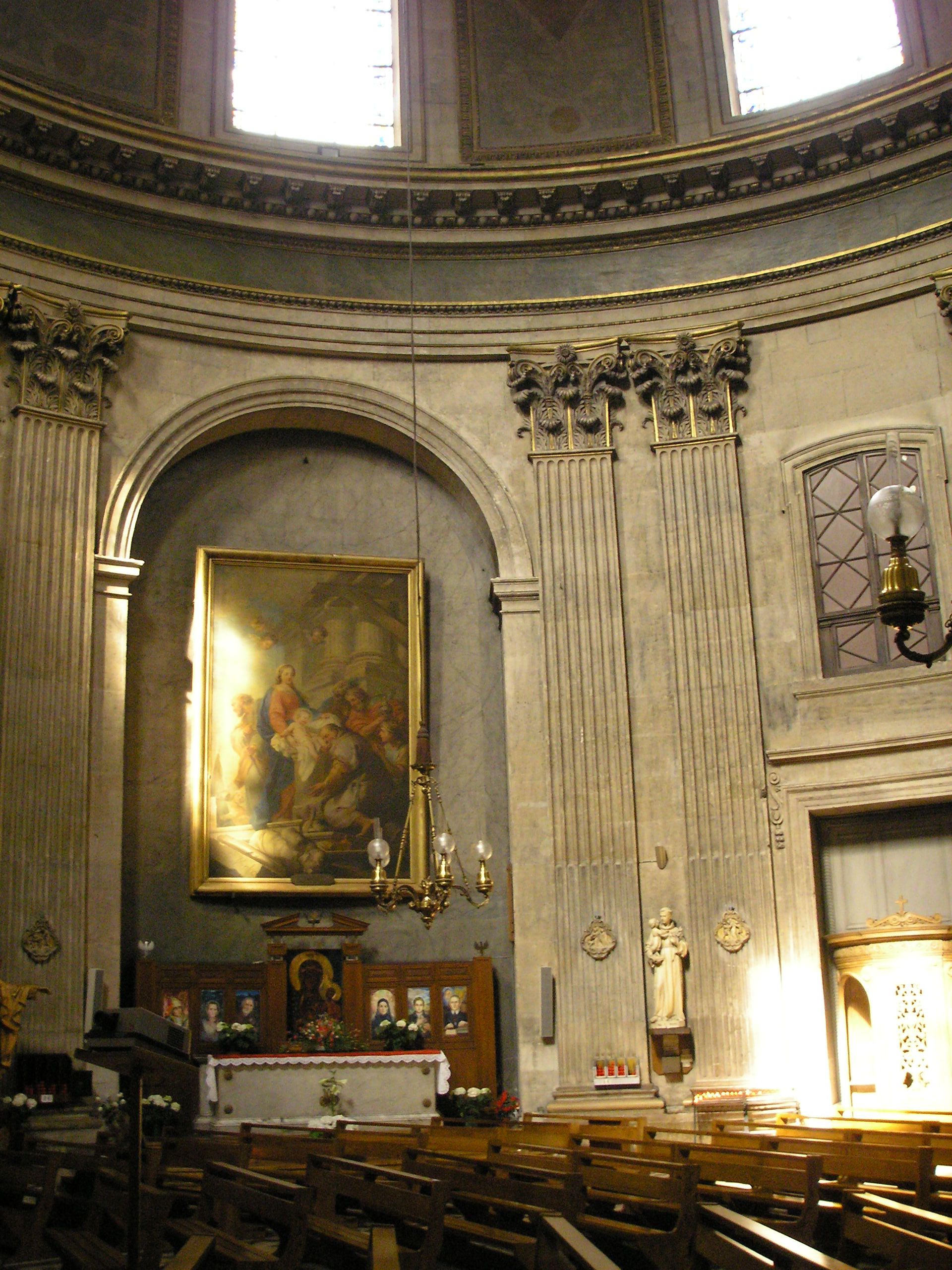
Vista interior de la rotonda.

La fachada de la iglesia incluye un peristilo con seis columnas corintias coronado con un frontón triangular. En general, tiene una cierta similitud con la fachada norte de la Sorbona, cuya construcción fue anterior. Con su planta central, la iglesia es una rotonda de 24 metros de diámetro, con simples pilastras en su parte inferior. Está coronada con una cúpula, perforada por ocho aperturas que se alternan con hornacinas que contienen estatuas.
Entre las obras de arte presentes en el interior de la iglesia, cabe destacar las siguientes:
- La Asunción (1676), fresco en la cúpula de Charles de La Fosse, aunque este trabajo fue considerado de menor calidad respecto a sus obras precedentes.
- Los cuadros que decoran las fachadas, entre ellos El nacimiento de la Virgen de Joseph-Benoît Suvée (1779), La adoración de los pastores de Dingeman Van Der Hagen (1648) y La Anunciación de Joseph-Marie Vien (1716-1809).
- La adoración de los Magos, cuadro de Carle Van Loo.[4]
- El vía crucis, el altar mayor y el altar de la Virgen.

## El órgano
El órgano de la iglesia es un Aristide Cavaillé-Coll de finales del siglo xix en un mueble de finales del xviii. De transmisión eléctrica, cuenta con diecinueve juegos, dos teclados de cincuenta y seis notas y un pedalero de treinta notas.

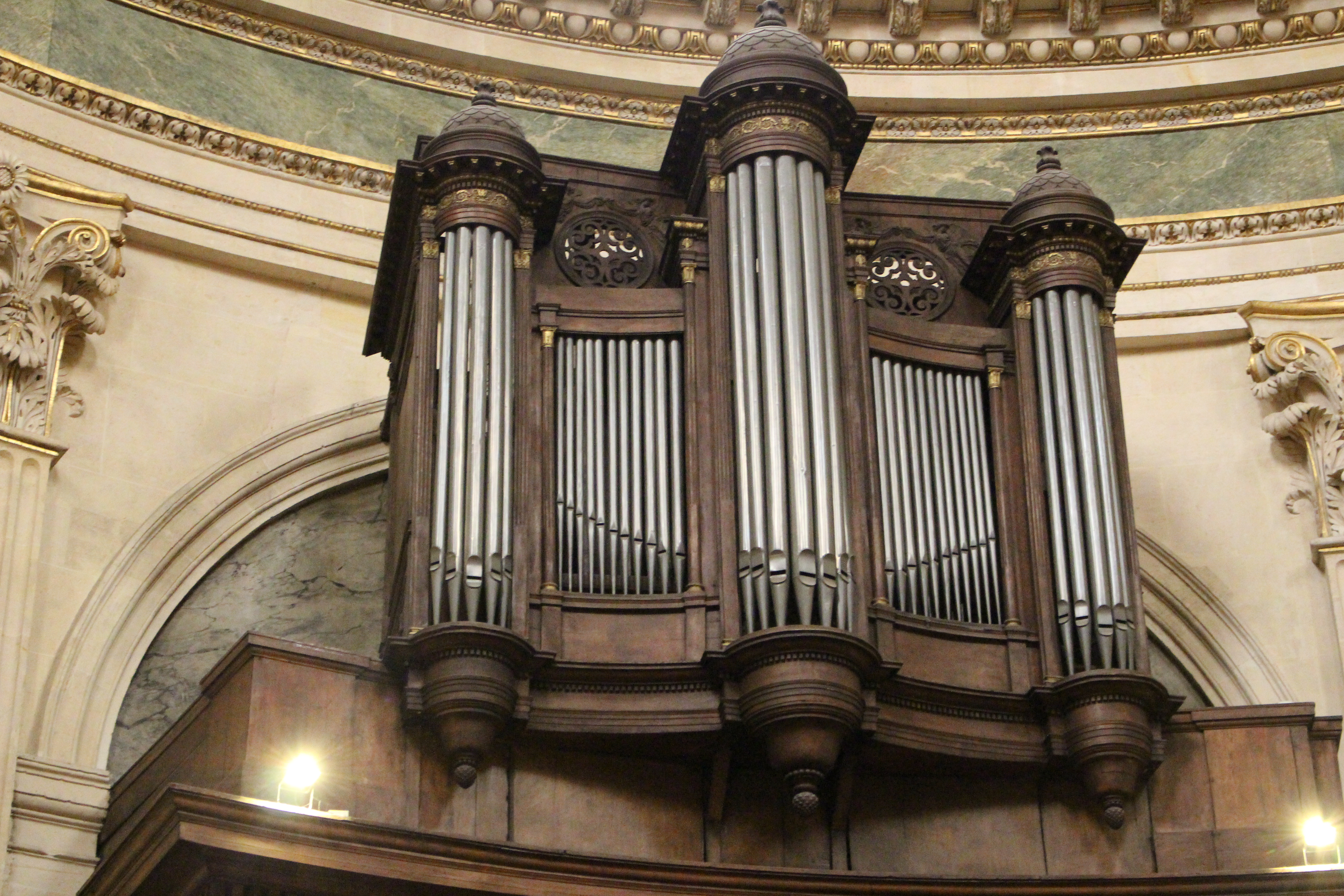
Mueble del órgano Cavaillé-Coll.

La parte instrumental del órgano de la iglesia de Nuestra Señora de la Asunción se debe al fabricante de órganos Aristide Cavaillé-Coll, pero su fecha exacta de fabricación no es conocida. Sabemos sin embargo que el instrumento llevaba el n.° 709, visible en algunos tubos, lo que sitúa su creación a finales del siglo xix. El mueble que lo alberga es más antiguo: de factura clásica francesa (de finales del siglo xviii o principios del xix), su calidad es innegable.
El órgano sufrió importantes modificaciones en 1970 por parte del taller Danon-Gonzalez, que incluyeron la electrificación del instrumento al nivel de la transmisión de las notas y juegos, la remodelación de la composición del instrumento y la rearmonización del conjunto. En 1981, con ocasión de una nueva restauración llevada a cabo por Sebire & Glandaz, el instrumento fue armonizado de nuevo.
Unas décadas después, este órgano se encontraba en un estado de conservación precario. Las importantes obras de restauración de la decoración interior de la iglesia emprendidas en 2013 aumentaron considerablemente la cantidad de polvo que cubría el órgano. Las últimas obras en el órgano, realizadas por el taller de Bernard Dargassies, empezaron en mayo de 2017 y se completaron en enero de 2018.